# SimCity 3000
SimCity 3000 (abbreviato SC3K) è un videogioco gestionale sviluppato da Maxis e pubblicato da EA Games nel 1999 per PC. Una versione per sistemi GNU/Linux venne realizzata dalla Loki Games. 

## Modalità di gioco
Tra le novità introdotte vi è una generale rinnovamento della veste grafica, anche se si continua ad adottare un sistema di visuale isometrica, ed il metodo di gestione della città. Per esempio, il numero e la complessità dei servizi per la città disponibili è notevolmente aumentato. La novità più visibile della versione 3000 è l'inserimento della gestione dei rifiuti, che nelle precedenti versioni era stato ignorato, infatti quando una città raggiunge una popolazione di almeno 1000 persone, lo smaltimento dei rifiuti inizia a costituire un problema da risolvere. Sono state introdotte le fattorie e l'agricoltura, che compaiono in grandi zone a bassa concentrazione industriale in una città in cui il terreno ha un valore basso, poco inquinamento e un livello di inurbamento basso. Le centrali elettriche, oltre ad avere una durata limitata, tendono a diminuire in maniera costante la potenza massima prodotta una volta superati i tre quarti della propria vita.
Inoltre ora il giocatore può interagire con le città vicine, portando a termine semplici accordi con gli altri sindaci, come la vendita o l'acquisto di acqua, elettricità o servizi per la gestione dei rifiuti. Questi accordi producono una variazione mensile che va ad aggiungersi/sottrarsi alla cassa del giocatore, secondo gli accordi presi. Interrompere un accordo con una città vicina costerà al giocatore una sostanziale penale pecuniaria. Ogni tanto, i sindaci gestiti dal computer richiederanno incontri per rinegoziare i termini di questi accordi.

## Versioni
Una versione profondamente modificata, detta SC3F per Nintendo DS è stata commercializzata col nome di SimCity DS in Giappone il 22 febbraio 2007 ed è stato distribuito in Nord America nel giugno 2007. Una versione modificata per Apple iPhone è stata pubblicata nel 2009.